# Seznam nejvyšších budov v New Yorku

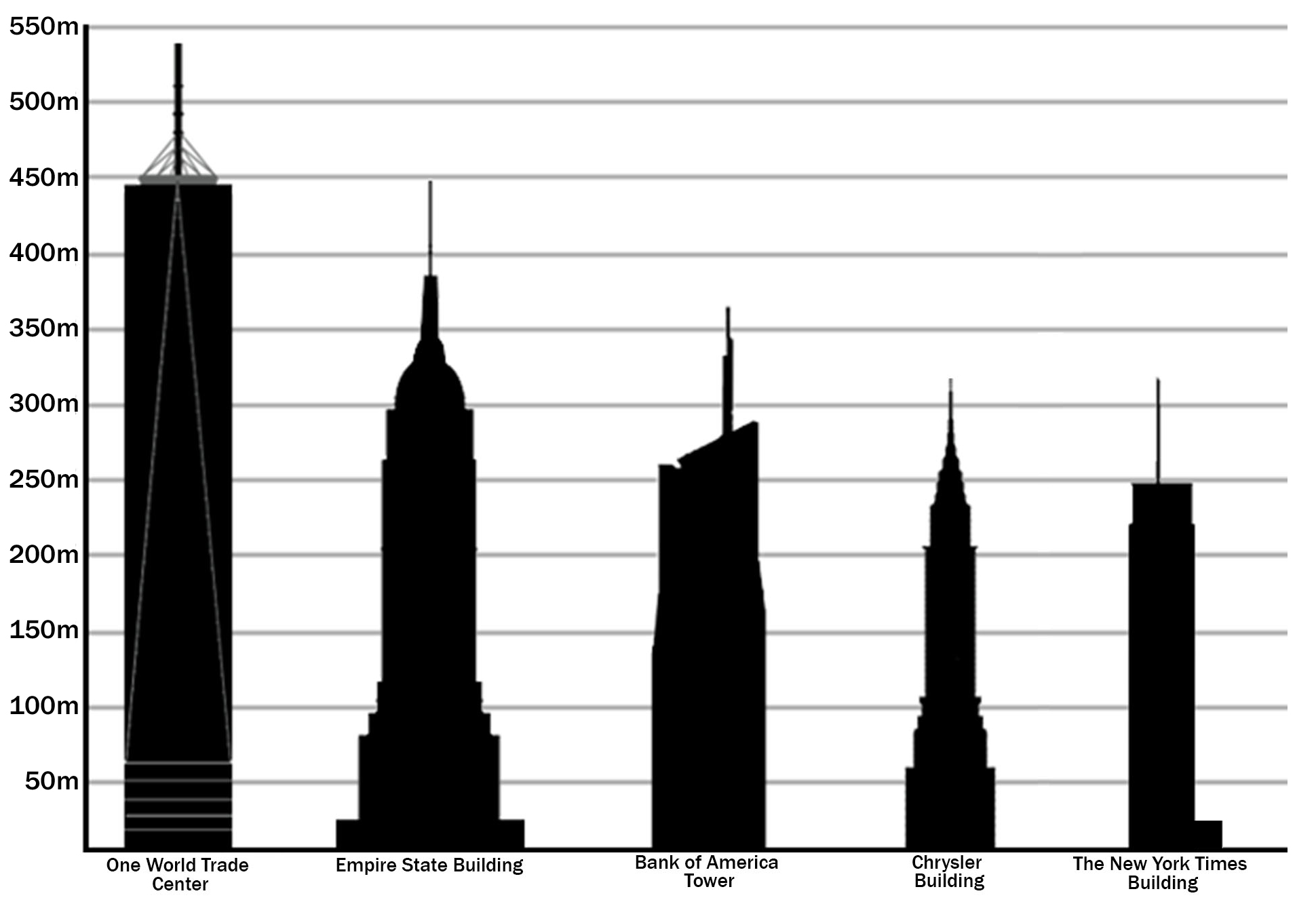
Porovnání nejvyšších budov v New Yorku

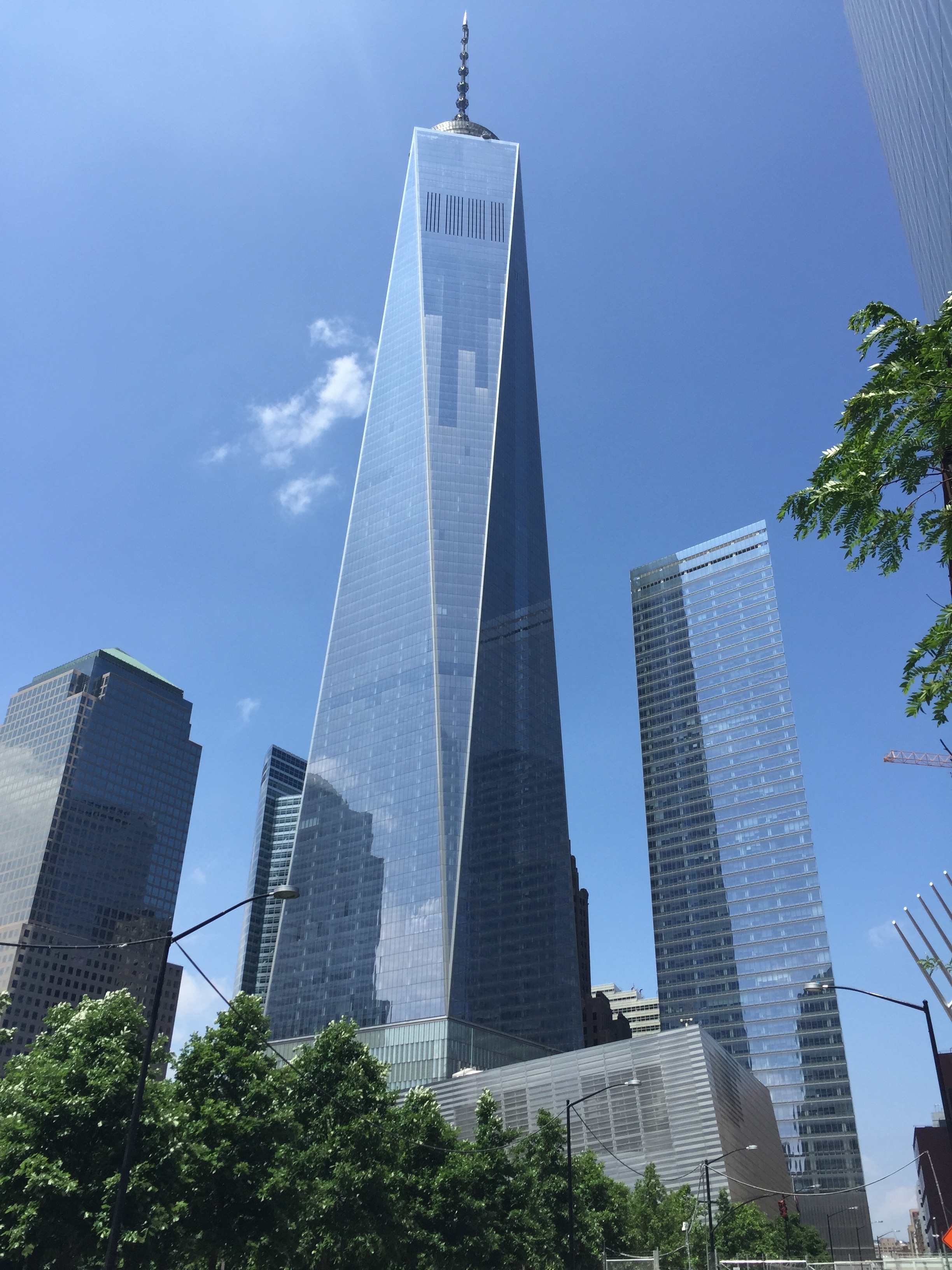
One World Trade Center

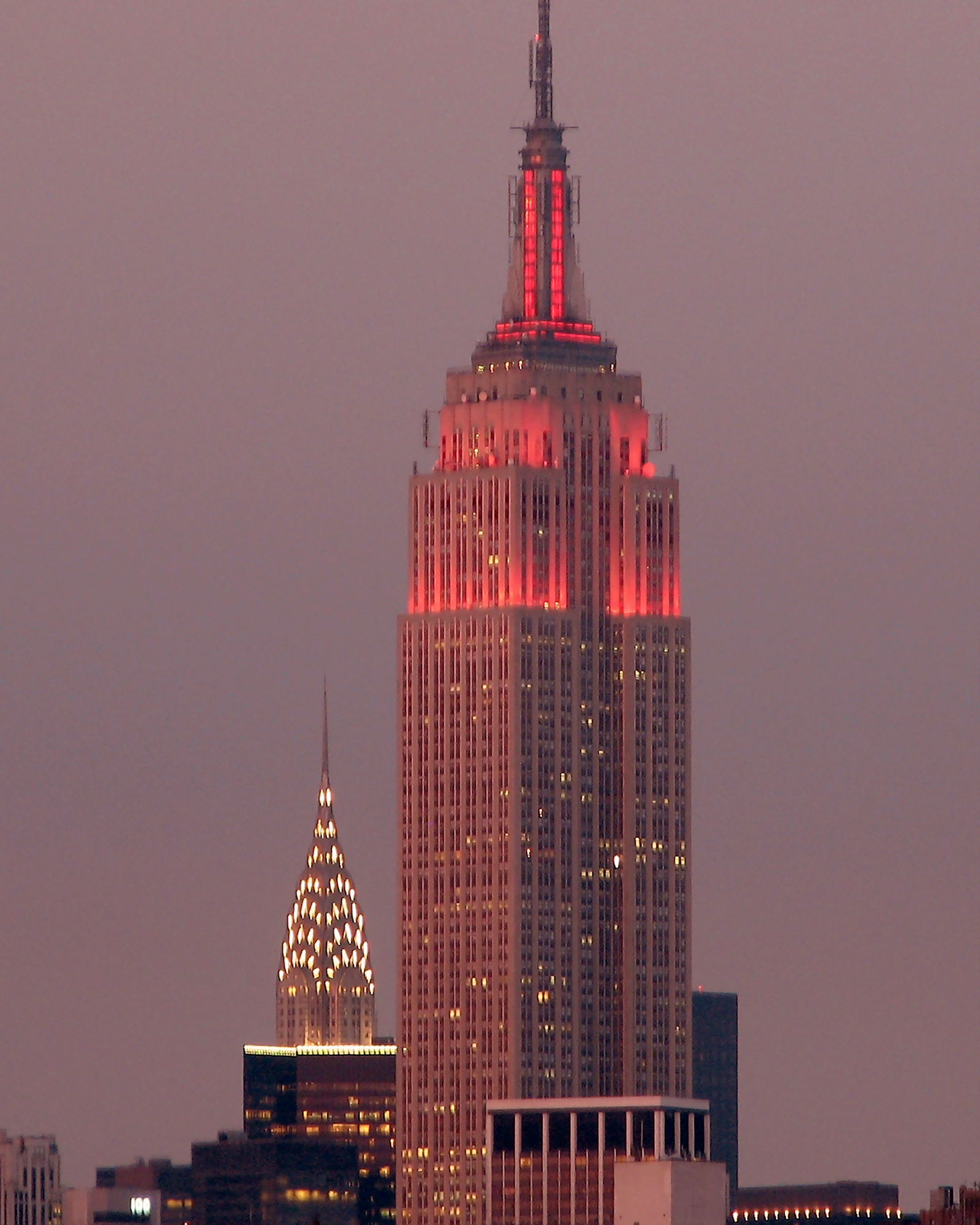
Empire State Building

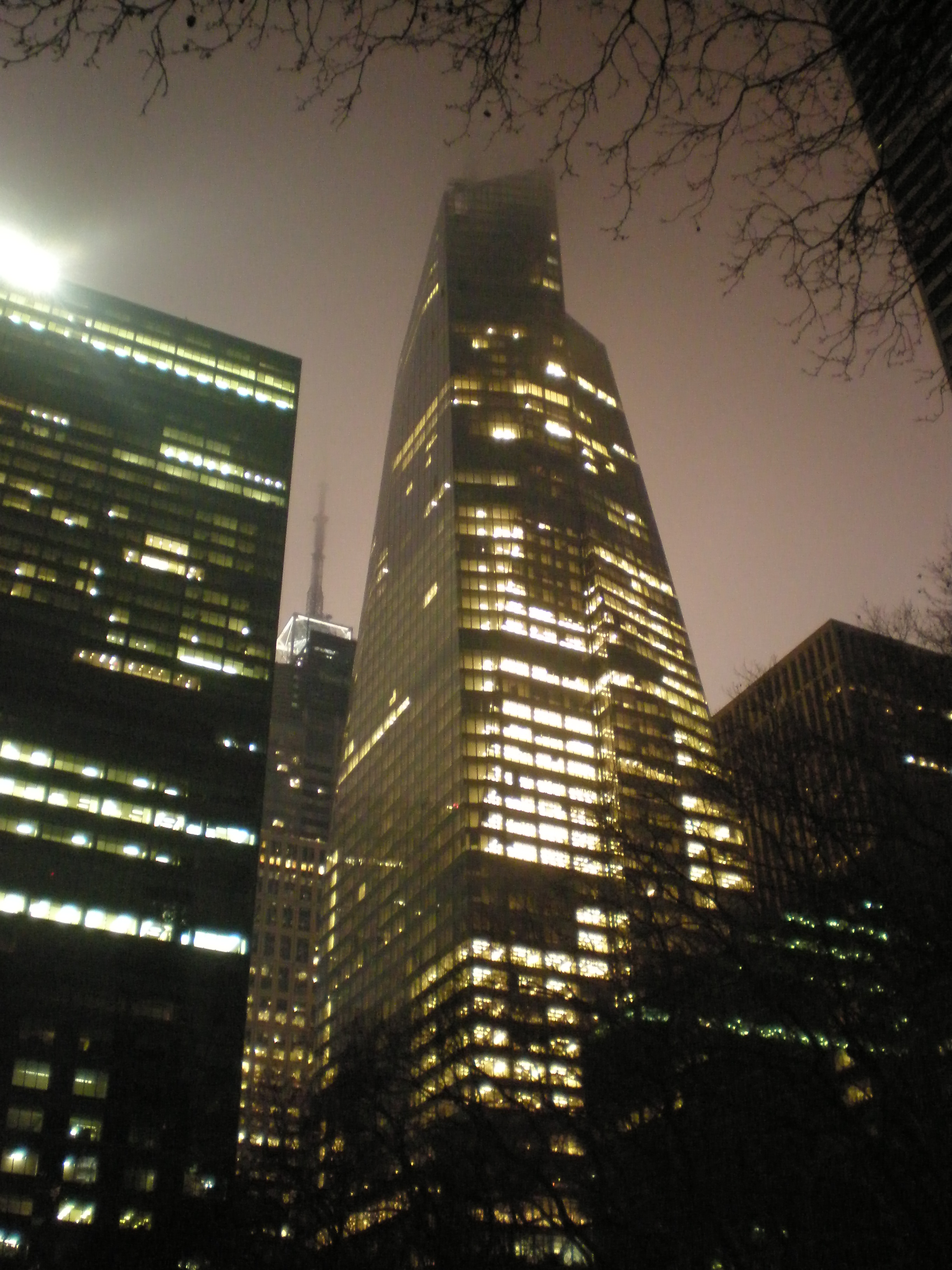
Bank of America Tower

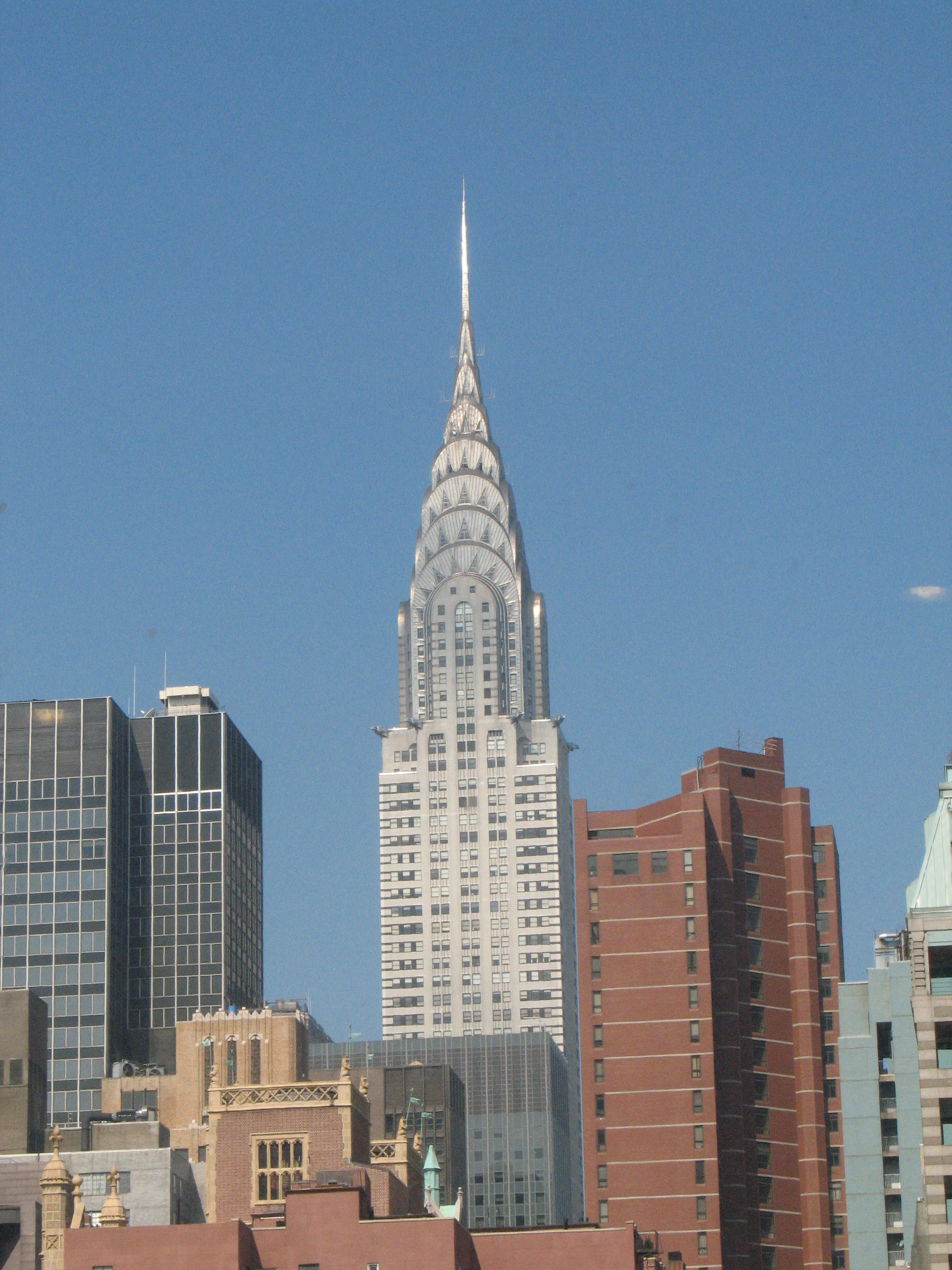
Chrysler Building

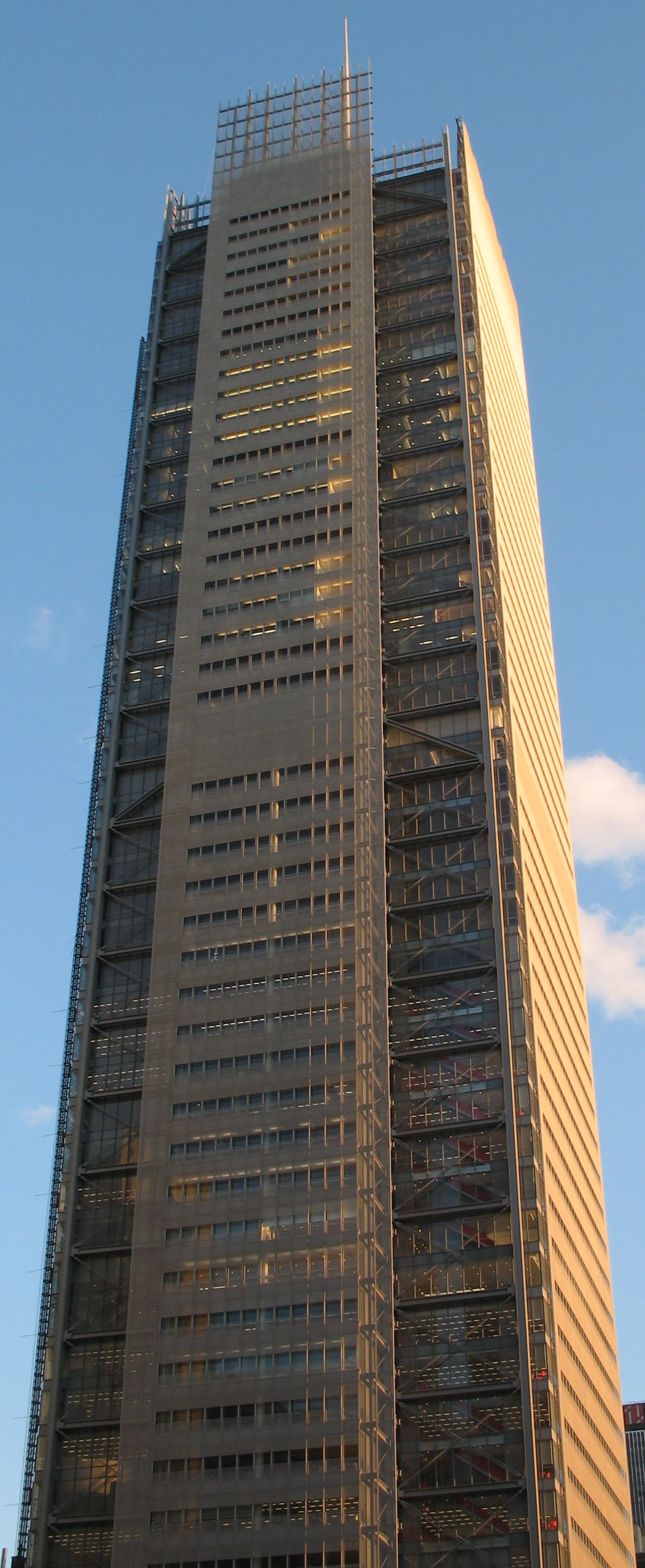
New York Times Building

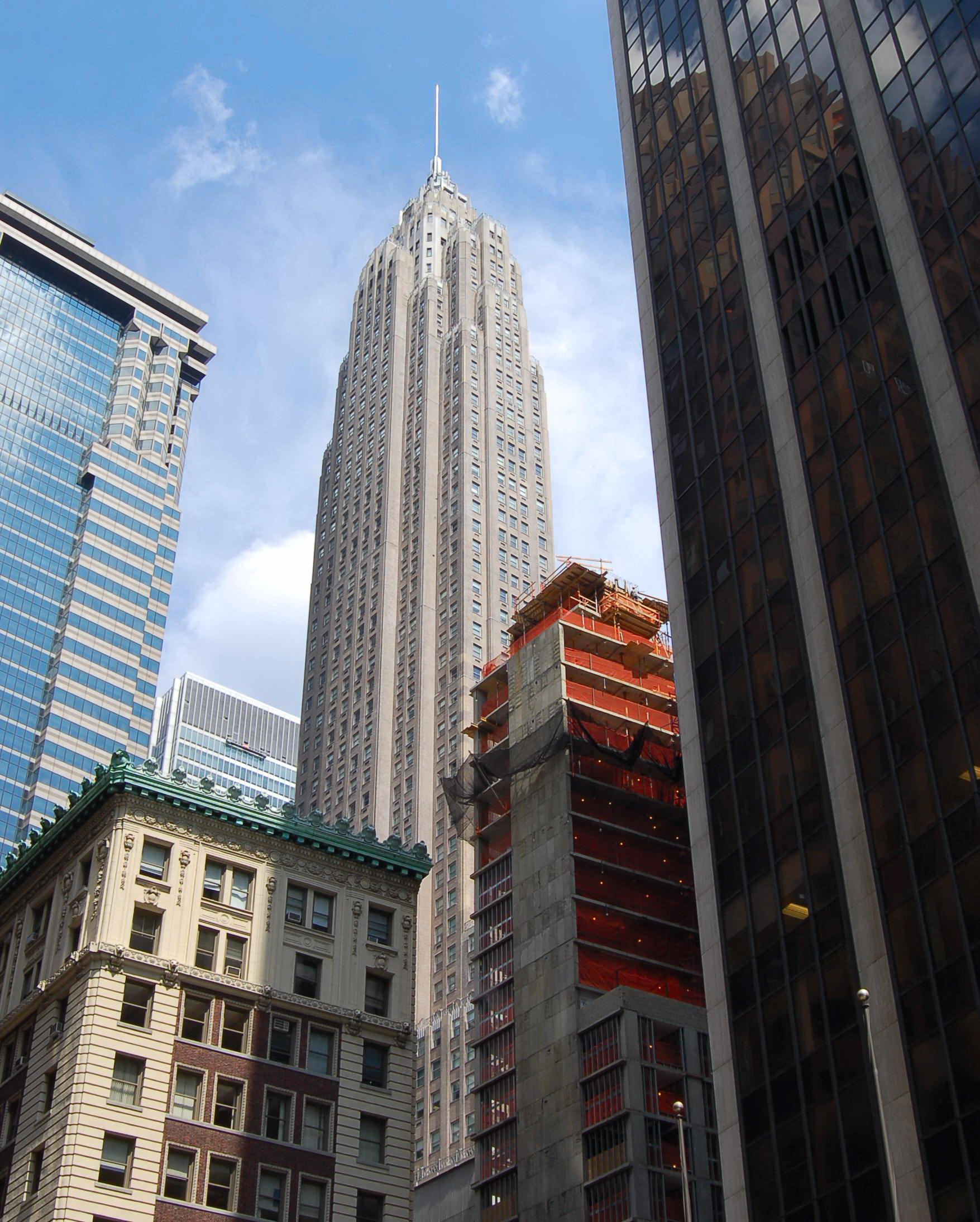
American International Building

Toto je Seznam nejvyšších budov v New Yorku. (Aktualizován v dubnu 2023).
| Název                                         | Výška metrů | Podlahová plocha | Počet poschodí | Rok dokončení                                 |
| --------------------------------------------- | ----------- | ---------------- | -------------- | --------------------------------------------- |
| One World Trade Center                        | 541         | 325 279 m²       | 104            | 2014                                          |
| Central Park Tower                            | 472         | 119 409 m²       | 98             | 2020                                          |
| 111 West 57th Street                          | 435         | 29 357 m²        | 84             | 2020                                          |
| One Vanderbilt                                | 427         | 162 600 m²       | 67             | 2021                                          |
| 432 Park Avenue                               | 426         | 38 335 m²        | 96             | 2015                                          |
| 30 Hudson Yards                               | 386         | 240 000 m²       | 101            | 2019                                          |
| Empire State Building                         | 381         | 257 211 m²       | 102            | 1931                                          |
| Bank of America Tower                         | 366         | 195 096 m²       | 55             | 2009                                          |
| Three World Trade Center                      | 329         | 190 000 m²       | 80             | 2018                                          |
| Brooklyn Tower                                | 327         | 51 600 m²        | 93             | 2022                                          |
| 53W53                                         | 320         | -                | 77             | 2019                                          |
| Chrysler Building                             | 319         | 111 000 m²       | 77             | 1930                                          |
| New York Times Tower                          | 319         | 143 639 m²       | 52             | 2007                                          |
| The Spiral                                    | 314         | 265 000 m²       | 66             | 2022                                          |
| 50 Hudson Yards                               | 308         | 270 000 m²       | 58             | 2022                                          |
| 35 Hudson Yards                               | 308         | 105,000 m²       | 72             | 2019                                          |
| One57                                         | 306         | 79 300 m²        | 75             | 2014                                          |
| One Manhattan West                            | 303         | 171,000 m²       | 67             | 2019                                          |
| Four World Trade Center                       | 298         | 232 258 m²       | 74             | 2013                                          |
| 220 Central Park South                        | 290         | 38 494 m²        | 69             | 2019                                          |
| 70 Pine Street                                | 290         | 80 360 m²        | 67             | 1932                                          |
| Two Manhattan West                            | 285         | 185 800 m²       | 58             | 2023                                          |
| Four Seasons Hotel New York Downtown          | 286         | 63 453 m²        | 82             | 2016                                          |
| 40 Wall Street (The Trump Building)           | 283         | 103 278 m²       | 71             | 1930                                          |
| Citigroup Center                              | 279         | 146 683 m²       | 59             | 1977                                          |
| 15 Hudson Yards                               | 278         | 74 322 m²        | 70             | 2019                                          |
| 125 Greenwich Street                          | 278         | -                | 88             | 2020                                          |
| 10 Hudson Yards                               | 273         | 158 000 m²       | 52             | 2016                                          |
| 8 Spruce Street                               | 265         | 93 000 m²        | 76             | 2011                                          |
| 425 Park Avenue                               | 262         | 62 000 m²        | 44             | 2021                                          |
| Trump World Tower                             | 262         | 89 800 m²        | 72             | 2001                                          |
| 30 Rockefeller Plaza                          | 260         | 195 095 m²       | 69             | 1933                                          |
| One Manhattan Square                          | 258         | 87,315 m²        | 72             | 2019                                          |
| Sutton Tower                                  | 258         |                  | 65             | 2022                                          |
| 56 Leonard Street                             | 250         | 46 452 m²        | 57             | 2016                                          |
| CitySpire Center                              | 248         | 77 110 m²        | 75             | 1987                                          |
| 28 Liberty Street                             | 248         | 213 675 m²       | 60             | 1961                                          |
| Four Times Square                             | 247         | 150 000 m²       | 48             | 1999                                          |
| MetLife Building                              | 246         | 292 000 m²       | 60             | 1963                                          |
| 731 Lexington Avenue                          | 246         | 125 000 m²       | 54             | 2004                                          |
| 138 East 50th Street                          | 245         | 20 498 m²        | 64             | 2019                                          |
| 130 William Street                            | 244         | -                | 66             | 2020                                          |
| 126 Madison Avenue                            | 244         | 32,516 m²        | 62             | 2021                                          |
| Woolworth Building                            | 241         | 81 748 m²        | 57             | 1913                                          |
| 111 Murray Street                             | 241         | 34,560 m²        | 58             | 2018                                          |
| 520 Park Avenue                               | 238         | -                | 54             | 2018                                          |
| 50 West Street                                | 237         | 53 883 m²        | 64             | 2016                                          |
| One Worldwide Plaza                           | 237         | 158 510 m²       | 47             | 1989                                          |
| 55 Hudson Yards                               | 237         | 120 700 m²       | 51             | 2019                                          |
| Skyline Tower                                 | 237         | 72,600 m²        | 68             | 2022                                          |
| Madison Square Park Tower                     | 237         | 34 600 m²        | 64             | 2017                                          |
| 19 Dutch                                      | 231         | 42 267 m²        | 63             | 2019                                          |
| Carnegie Hall Tower                           | 231         | 49 723 m²        | 60             | 1991                                          |
| 383 Madison Avenue                            | 230         | 111 483 m²       | 47             | 2001                                          |
| Queens Plaza Park Sven                        | 230         | 90 900 m²        | 67             | 2021                                          |
| 1717 Broadway                                 | 230         | 31 587 m²        | 68             | 2013                                          |
| AXA Equitable Center                          | 229         | 142 660 m²       | 54             | 1986                                          |
| One Penn Plaza                                | 229         | 240 296 m²       | 57             | 1972                                          |
| 1251 Avenue of the Americas                   | 229         | 195 200 m²       | 54             | 1971                                          |
| Time Warner Center North Tower                | 228         | 140 000 m²       | 55             | 2004                                          |
| Time Warner Center South Tower                | 228         | 140 000 m²       | 55             | 2004                                          |
| 200 West Street                               | 228         | 195 095 m²       | 44             | 2010                                          |
| 60 Wall Street (Deutsche Bank H.Q.)           | 227         | 160 000 m²       | 55             | 1989                                          |
| One Astor Plaza                               | 227         | 179 487 m²       | 54             | 1972                                          |
| One Liberty Plaza                             | 226         | 204 387 m²       | 54             | 1973                                          |
| 7 World Trade Center                          | 226         | 156 181 m²       | 52             | 2006                                          |
| 20 Exchange Place                             | 226         | 67 841 m²        | 57             | 1931                                          |
| Three World Financial Center 200 Vesey Street | 225         | 231 400 m²       | 51             | 1986                                          |
| ARO                                           | 225         |                  | 60             | 2018                                          |
| Bertelsmann Building 1540 Broadway            | 223         | 100 000 m²       | 44             | 1990                                          |
| 3 Manhattan West The Eugene                   | 223         | 70 297 m²        | 64             | 2017                                          |
| Times Square Tower                            | 221         | 100 277 m²       | 47             | 2004                                          |
| Brooklyn Point City point                     | 220         |                  | 57             | 2020                                          |
| Metropolitan Tower                            | 218         | -                | 77             | 1987                                          |
| 252 East 57th Street                          | 218         | 40 500 m²        | 65             | 2016                                          |
| 100 East 53rd Street Selene                   | 217         | 23 880 m²        | 63             | 2017                                          |
| JP Morgan Chase World Headquarters            | 215         | 223 000 m²       | 52             | 1960 zbourán 2021                             |
| General Motors Building                       | 215         | 152 116 m²       | 50             | 1968                                          |
| 25 Park Row                                   | 214         |                  | 54             | 2020                                          |
| Metropolitan Life Insurance Company Tower     | 213         | -                | 50             | 1909                                          |
| 500 Fifth Avenue                              | 212         | 1 941 m²         | 60             | 1931                                          |
| 601 West 29th Street 3Eleven                  | 212         |                  | 58             | 2022                                          |
| Americas Tower                                | 211         | 86 771 m²        | 50             | 1992                                          |
| Solow Building                                | 210         | 130 064 m²       | 50             | 1974                                          |
| Marine Midland Building 140 Broadway          | 210         | 111 805 m²       | 52             | 1967                                          |
| 55 Water Street                               | 209         | 325 000 m²       | 53             | 1972                                          |
| 277 Park Avenue                               | 209         | 139 000 m²       | 50             | 1962                                          |
| 5 Beekman                                     | 209         | 31 587           | 47             | 2017                                          |
| 1585 Broadway                                 | 208         | 121 000 m²       | 42             | 1989                                          |
| Random House Tower                            | 208         | 79 900 m²        | 52             | 2003                                          |
| Four Seasons Hotel New York                   | 208         | -                | 52             | 1993                                          |
| Sky                                           | 206         |                  | 71             | 2015                                          |
| McGraw-Hill Building                          | 205         | 204 385 m²       | 51             | 1969                                          |
| Lincoln Building                              | 205         | 116 320 m²       | 55             | 1930                                          |
| Citicorp Building (One Court Square)          | 205         | 130 216 m²       | 50             | 1990                                          |
| Barclay Tower                                 | 205         | 52 488 m²        | 56             | 2007                                          |
| 277 Fifth Avenue                              | 205         | 24 939 m²        | 55             | 2018                                          |
| Paramount Plaza                               | 204         | 219 172 m²       | 48             | 1971                                          |
| 161 Maiden Lane                               | 204         |                  | 60             | v roce 2018 stavba pozastavena a znovu v 2020 |
| 200 Amsterdam                                 | 204         | 26 300 m²        | 51             | 2017                                          |
| 45 Park Place                                 | 203         |                  | 43             | konce roku 2019 stavba pozastavena            |
| Trump Tower                                   | 202         | -                | 58             | 1983                                          |
| Bank of New York Building                     | 199         | 10 800 m²        | 50             | 1931                                          |
| 599 Lexington Avenue                          | 199         | -                | 50             | 1986                                          |
| Silver Towers I                               | 199         | -                | 60             | 2009                                          |
| Silver Towers II                              | 199         | -                | 60             | 2009                                          |
| 712 5th Avenue                                | 198         | 50 632 m²        | 52             | 1990                                          |
| Níže naposledy aktualizován v červenci 2017   |             |                  |                |                                               |
| Chanin Building                               | 198         | -                | 56             | 1930                                          |
| 245 Park Avenue                               | 197         | 159 700 m²       | 44             | 1966                                          |
| Sony Building                                 | 197         | -                | 37             | 1984                                          |
| Tower 28                                      | 197         | -                | 58             | 2016                                          |
| Two World Financial Center                    | 197         | 231 400 m²       | 44             | 1987                                          |
| One New York Plaza                            | 195         | 240 300 m²       | 50             | 1969                                          |
| 570 Lexington Avenue                          | 195         | -                | 50             | 1931                                          |
| MiMA                                          | 204         | -                | 55             | 2011                                          |
| 345 Park Avenue                               | 193         | -                | 44             | 1969                                          |
| 400 Fifth Avenue                              | 192         | 51 023 m²        | 57             | 2010                                          |
| W.R. Grace Building                           | 192         | 137 360 m²       | 50             | 1971                                          |
| Home Insurance Plaza                          | 192         | 84 309 m²        | 45             | 1966                                          |
| Verizon Building                              | 192         | -                | 40             | 1974                                          |
| W New York Downtown Hotel and Residences      | 192         | 40 877 m²        | 57             | 2010                                          |
| 101 Park Avenue                               | 192         | -                | 49             | 1982                                          |
| One Dag Hammarskjold Plaza                    | 191         | 69 675 m²        | 49             | 1972                                          |
| Central Park Place                            | 191         | -                | 56             | 1988                                          |
| 888 7th Avenue                                | 191         | -                | 46             | 1971                                          |
| Waldorf-Astoria Hotel                         | 191         | -                | 47             | 1931                                          |
| Burlington House                              | 191         | 185 713 m²       | 50             | 1969                                          |
| Trump Palace Condominiums                     | 190         | -                | 54             | 1991                                          |
| Olympic Tower                                 | 189         | 92 900 m²        | 51             | 1976                                          |
| Mercantile Building                           | 189         | 33 000 m²        | 48             | 1929                                          |
| 425 5th Avenue                                | 188         | 27 291 m²        | 55             | 2003                                          |
| One Madison                                   | 188         | 16 763 m²        | 51             | 2010                                          |
| 919 Third Avenue                              | 187         | 130 063 m²       | 47             | 1971                                          |
| New York Life Building                        | 187         | -                | 40             | 1928                                          |
| 750 7th Avenue                                | 187         | 54 920 m²        | 40             | 1989                                          |
| The Epic                                      | 187         | -                | 58             | 2007                                          |
| Eventi                                        | 187         | -                | 54             | 2010                                          |
| Tower 49                                      | 187         | -                | 45             | 1985                                          |
| 555 10th Avenue                               | 186         | -                | 53             | 2016                                          |
| The Hub                                       | 186         | -                | 52             | 2016                                          |
| Credit Lyonnais Building                      | 186         | 162 450 m²       | 45             | 1964                                          |
| Baccarat Hotel and Residences                 | 185         | -                | 48             | 2014                                          |
| 250 West 55th Street                          | 184         | -                | 39             | 2013                                          |
| The Orion                                     | 184         | -                | 58             | 2006                                          |
| 590 Madison Avenue                            | 184         | 93 592 m²        | 41             | 1983                                          |
| 11 Times Square                               | 183         | 90 412 m²        | 40             | 2010                                          |
| 1166 Avenue of the Americas                   | 183         | 145 013 m²       | 44             | 1974                                          |

## Plánované
| Název                           | Výška metrů | Počet poschodí | Plánovaný rok* | Poznámky |
| ------------------------------- | ----------- | -------------- | -------------- | --- |
| Hudson Spire                    | 610         | 110            | -              | Po svém dokončení se stane pravděpodobně s Gateway Tower v Chicagu nejvyšší budovou v USA.                           |
| 80 South Street                 | 438         | 113            | -              | Pokud se dostaví do roku 2020, bude se jednat mezi Top 5 nejvyšších budov New Yorku.                                 |
| 666 Fifth Avenue (rekonstrukce) | 426         | -              | -              | Zaha Hadid připravil plán, jak obnovit současnou 41. patrovou budovu do štíhlé, super vysoké obytné a hotelové věže. |
| 15 Penn Plaza                   | 371         | 68             | -              | Společnost Vornado Realty Trust vzkřísila plány na výstavbu této dříve schváleného mrakodrapu.                       |
| 1 Park Lane                     | 368         | 88             | 2020           | Hotel Helmsley Park Lane, bude demontován a znova postaven, bude dílem architekta Rafaela Viñoly.                    |